# Усенко Микола Віталійович
Мико́ла Віта́лійович Усе́нко (нар. 16 грудня 1927 — пом. 24 березня 2015) — радянський політпрацівник ВМФ СРСР, віце-адмірал (1978), кандидат історичних наук (1987). Герой Радянського Союзу (1966).

## Біографія
Народився 16 грудня 1927 року в місті Севастополі в родині службовця. Українець.
Початок німецько-радянської війни зустрів у Ленінграді. Під час блокади міста дивом вижив, втративши матір, що померла з голоду. Протягом 1942—1943 років працював у тресті «Ленміськоформлення».
У травні 1943 року добровольцем вступає до лав Балтійського флоту. У складі надводного навчального корабля «Комсомолець» брав участь у бойових діях на Балтиці, почергово обіймав посади машиніста, боцмана, завідувача бібліотекою, секретаря комсомольської організації. Після закінчення війни продовжував службу на «Комсомольці», а згодом — боцман щогли на навчальному вітрильнику «Сєдов». Член КПРС з 1947 року.
У 1948 році вступив до Ленінградського військово-морського політичного училища імені О. О. Жданова, яке закінчив у 1951 році. Проходив військову службу на торпедних катерах Північного флоту.
У 1959 році з відзнакою закінчив Військово-політичну академію імені В. І. Леніна. Проходив військову службу на дизельних підводних човнах Балтійського флоту.
У січні 1961 року переведений на Північний флот і призначений заступником командира атомного підводного човна «К-133» з політичної частини. На цій посаді капітан II рангу М. В. Усенко з 1 лютого по 26 березня 1966 року на багатоцільовому АПЧ «К-133» (командир — капітан II рангу Л. М. Столяров), обігнувши мис Горн, спільно з АПЧ «К-116» (командир — капітан II рангу В. Т. Виноградов) здійснив груповий трансокеанський міжфлотський перехід з губи Західна Ліца (Північний флот) у бухту Крашенінникова (Тихоокеанський флот).
У 1971 році закінчив Військову академію Генерального штабу, отримав призначення на посаду начальника політвідділу 10-ї ескадри Тихоокеанського флоту. 3 жовтня 1972 року присвоєне військове звання «контр-адмірал».
З лютого 1973 року — заступник начальника — начальник відділу пропаганди і агітації Політичного управління ВМФ СРСР, з серпня 1976 року — перший заступник начальника Політуправління ВМФ СРСР. 31 жовтня 1978 року присвоєне військове звання «віце-адмірал».
З червня 1980 по березень 1985 року — член Військової ради, начальник Політичного управління Північного флоту. З березня 1985 року — начальник Політвідділу Інституту військової історії МО СРСР.
Обирався депутатом Верховної Ради РРФСР 10-11 скликань (1980—1988).
У червні 1990 року вийшов у запас. Працював провідним науковим співробітником Інституту військової історії МО РФ. Мешкав у Москві, де й помер 24 березня 2015 року.

## Нагороди
Указом Президії Верховної Ради СРСР від 23 травня 1966 року за успішне виконання завдань командування та виявлені при цьому мужність і відвагу, капітанові II рангу Усенку Миколі Віталійовичу присвоєне звання Героя Радянського Союзу з врученням ордена Леніна і медалі «Золота Зірка» (№ 11250).
Також нагороджений орденами Червоного Прапора, Вітчизняної війни 1-го ступеня, Червоної Зірки, «За службу Батьківщині у Збройних силах СРСР» і медалями.

## Твори
- Усенко Н. В. «На подводной орбите». — М.: Библиотечка журнала «Советский воин», № 7(722), 1977.
- Усенко Н. В. «В походах океанских». — М.: ДОСААФ, 1979.
- Усенко Н. В. «Океанский максимум». — М.: Воениздат, 1980.
- Усенко Н. В. «Океанские вахты», 2-е вид. — М.: ДОСААФ, 1983.